# Vincent Bonacci
Vincent Bonacci (* 20. Februar 2000 in Salt Lake City, Utah) ist ein US-amerikanischer Biathlet, der seit 2023 im Weltcup startet.

## Sportliche Laufbahn
Vincent Bonacci begann erst relativ spät im Alter von 17 Jahren mit dem Biathlonsport, nachdem er schon seit seiner Kindheit Skilanglauf betrieben hatte. Seine erste internationale Meisterschaft lief er 2019 bei den Jugendweltmeisterschaften im slowakischen Osrblie. Nach einer Saison ohne internationale Einsätze gab er im Januar 2021 sein Debüt im IBU-Cup und nahm auch an den Europameisterschaften teil, ohne aber die Punkteränge zu erreichen. Im Winter 2021/22 lief der US-Amerikaner mehrfach unter die besten 50 und bestritt seine letzten Juniorenweltmeisterschaften, im August 2022 nahm er aber noch an der Sommerbiathlon-WM der Junioren teil und belegte immerhin Rang sechs im Sprint. Steigern konnte sich Bonacci in der Folgesaison, in welcher er schon Anfang Dezember in Idre mit Rang 22 im Kurzeinzel erste Punkte einfahren konnte. Auf der Pokljuka erreichte er nach dem Jahreswechsel im Sprintrennen seinen ersten Top-10-Platz, woraufhin er in Antholz sein Debüt im Weltcup gab und im Sprint Rang 89 belegte. Nachdem er auch bei der EM mit einem elften Platz überzeugt hatte, startete der 22-Jährige bei seinen ersten Weltmeisterschaften und wurde 80. des Einzels sowie 12. mit der Staffel.
Im November 2023 erreichte Bonacci in Kontiolahti Rang sechs im Einzel und qualifizierte sich somit sofort für die Weltcupmannschaft. Sein erstes Verfolgungsrennen auf dieser Ebene erreichte er in Hochfilzen und belegte in diesem Rang 48, noch um zwei Plätze verbessern konnte sich der US-Amerikaner im Januar in Antholz. Bei den Europameisterschaften traf er erstmals in seiner Karriere alle zwanzig Scheiben in einem Einzelwettkampf und schloss diesen als Sechster ab, bei der WM hingegen verliefen die Individualrennen eher enttäuschend. Im Staffelrennen hingegen liefen Bonacci, Sean Doherty, Campbell Wright und Jake Brown auf Rang fünf und stellten so das beste WM-Ergebnis einer US-Herrenstaffel in der Geschichte auf. Bei seinem Heimweltcup in Soldier Hollow war er, wie bei den Weltmeisterschaften, Startläufer der mit den gleichen Athleten startenden Staffel und konnte sich im Ziel bis auf Rang vier verbessern, womit auch das beste Resultat in einem regulären Weltcuprennen seit über 30 Jahren zu Buche stand. Zu Beginn des Winters 2024/25 erreichte Bonacci im Sprint von Idre einen 19. Platz im IBU-Cup, konnte diese Platzierung aber nicht wiederholen. Nach dem Jahreswechsel startete er in Oberhof im Weltcup und erreichte das Verfolgungsrennen, die Europameisterschaften endeten nach Platz 103 im Sprint ernüchternd.

## Persönliches
Vincent Bonacci wurde in Salt Lake City geboren, wuchs aber in Bozeman, Montana auf und begann das Skilanglaufen im Crosscut Mountain Sports Center etwa 700 Kilometer nördlich seiner Geburtsstadt. Bonacci hat zwei Geschwister. Er lebt am Olympiastützpunkt in Lake Placid.

## Statistiken

### Weltcupplatzierungen
Die Tabelle zeigt alle Platzierungen (je nach Austragungsjahr einschließlich Olympische Spiele und Weltmeisterschaften).
- 1.–3. Platz: Anzahl der Podiumsplatzierungen
- Top 10: Anzahl der Platzierungen unter den ersten zehn (einschließlich Podium)
- Punkteränge: Anzahl der Platzierungen innerhalb der Punkteränge (einschließlich Podium und Top 10)
- Starts: Anzahl gelaufener Rennen in der jeweiligen Disziplin
- Staffel: inklusive Mixed- und Single-Mixed-Staffeln

| Platzierung               | Einzel | Sprint | Verfolgung | Massenstart | Staffel | Gesamt |
| ------------------------- | ------ | ------ | ---------- | ----------- | ------- | ------ |
| 1. Platz                  |        |        |            |             |         |        |
| 2. Platz                  |        |        |            |             |         |        |
| 3. Platz                  |        |        |            |             |         |        |
| Top 10                    |        |        |            |             | 2       | 2      |
| Punkteränge               |        |        |            |             | 7       | 7      |
| Starts                    | 3      | 8      | 2          |             | 7       | 20     |
| Stand: Saisonende 2024/25 |        |        |            |             |         |        |

### Biathlon-Weltmeisterschaften

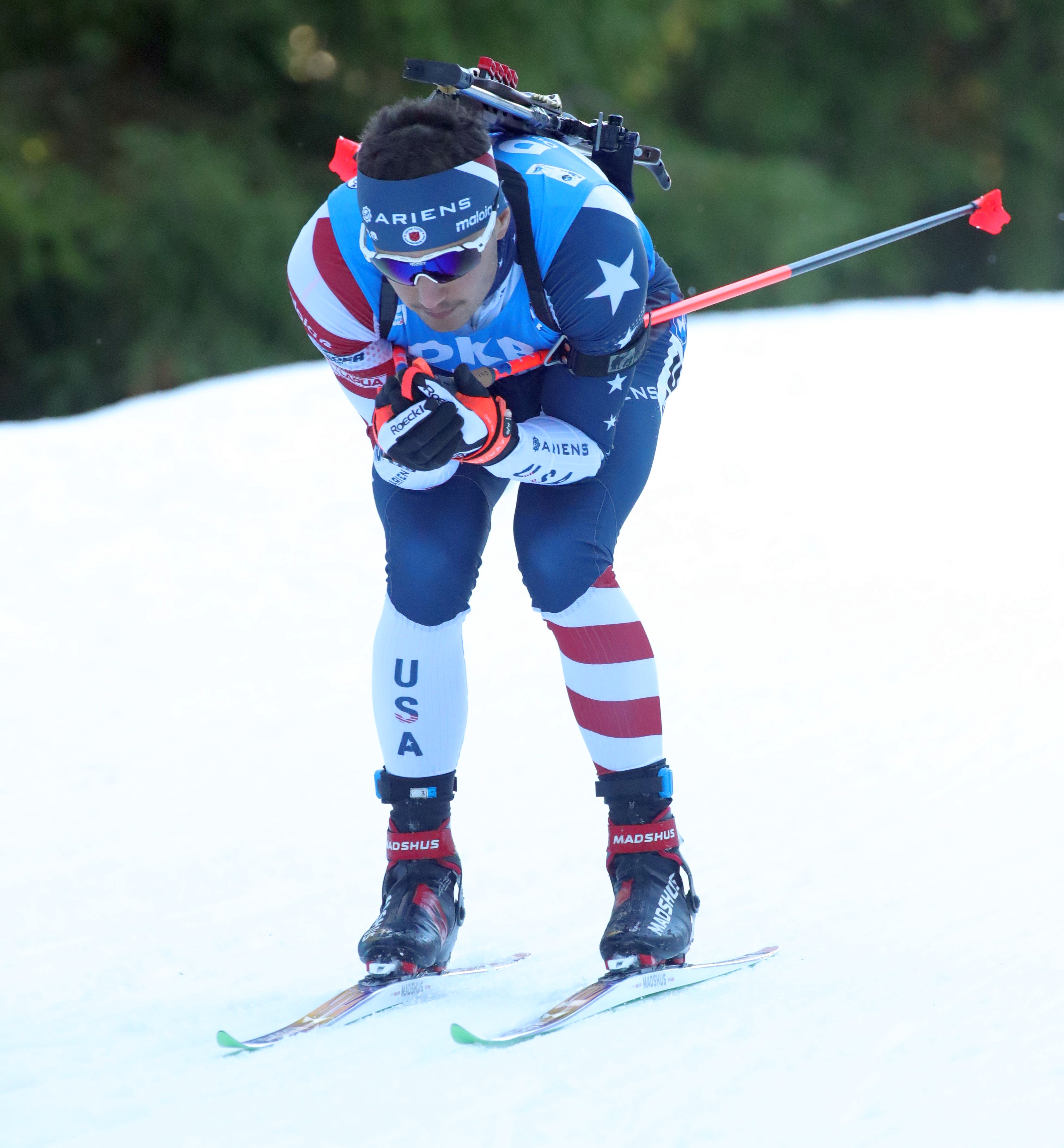
Bonacci während des Einzelwettkampfes bei der WM 2023

Ergebnisse bei den Weltmeisterschaften:
| Weltmeisterschaften | Weltmeisterschaften | Einzelwettbewerbe | Einzelwettbewerbe | Einzelwettbewerbe | Einzelwettbewerbe | Staffelwettbewerbe | Staffelwettbewerbe | Staffelwettbewerbe |
| Jahr                | Ort                 | Einzel            | Sprint            | Verfolgung        | Massenstart       | Herrenstaffel      | Mixedstaffel       | S.-M.-Staffel      |
| ------------------- | ------------------- | ----------------- | ----------------- | ----------------- | ----------------- | ------------------ | ------------------ | ------------------ |
| 2023                | Oberhof             | 80.               | 98.               | –                 | –                 | 12.                | –                  | –                  |
| 2024                | Nové Město          | 75.               | –                 | –                 | –                 | 5.                 | 11.                | –                  |

### Jugend-/Juniorenweltmeisterschaften
Bonacci nahm 2019 an den Jugend-, ab 2021 an den Juniorenwettkämpfen teil.
| Weltmeisterschaften | Weltmeisterschaften | Einzelwettbewerbe | Einzelwettbewerbe | Einzelwettbewerbe | Herrenstaffel |
| Jahr                | Ort                 | Einzel            | Sprint            | Verfolgung        | Herrenstaffel |
| ------------------- | ------------------- | ----------------- | ----------------- | ----------------- | ------------- |
| 2019                | Osrblie             | 83.               | 74.               | –                 | 15.           |
| 2021                | Obertilliach        | 49.               | 29.               | 31.               | 8.            |
| 2022                | Soldier Hollow      | 35.               | 25.               | 24.               | 7.            |